# Le Problème d'infiltration
Pour plus de détails, voir Fiche technique et Distribution.
Le Problème d'infiltration est un film dramatique québécois réalisé par Robert Morin, sorti en 2017.

## Synopsis
Le Dr Louis Richard, un chirurgien qui a consacré sa vie au sort des grands brûlés, est également le mari heureux de Brigitte, une épouse belle, sensible et intelligente et le père de Henri, un fils docile et affectueux. Louis a donc tout pour connaître une existence parfaite et sans heurts jusqu'au jour de la débâcle, quand Turcotte, un patient mécontent des soins reçus, commence à salir publiquement sa réputation, et que la vraie nature agressive et hargneuse du chirurgien fait surface.

## Fiche technique
- Titre : Le Problème d'infiltration
- Réalisation : Robert Morin
- Scénario, photographie et montage : Robert Morin
- Musique : Bertrand Chénier
- Direction artistique : André-Line Beauparlant
- Costumes : Sophie Lefebvre
- Maquillage : Kathryn Casault, Stéphane Tessier
- Coiffure : Denis Parent
- Son : Marcel Chouinard, Louis Collin, Stéphane Bergeron
- Effets spéciaux : Jean-François Ferland, Olivier Péloquin et Simon Harrisson
- Production : Luc Vandal
- Société de production : Coop Vidéo de Montréal
- Société de distribution : K-Films Amérique (Canada)
- Budget : 2,2 millions de dollars[1]
- Pays : Québec (Canada)
- Langue originale : français
- Format : couleur (Technicolor)
- Genre : drame psychologique
- Durée : 93 minutes
- Dates de sortie :
  - Canada : 2 août 2017 (première - en clôture du festival FanTasia)[2]
  - Canada : 25 août 2017 (sortie en salle au Québec)
  - Canada : 5 décembre 2017 (DVD)

## Distribution
- Christian Bégin : Dr Louis Richard
- Sandra Dumaresq : Brigitte, l'épouse de Louis
- Guy Thauvette : Turcotte, le patient
- William Monette : Henri, le fils de Louis
- Isabelle Vincent : Claudie, une invitée au souper
- Emmanuel Charest : Stéphane, un invité au souper
- Pier Paquette : Édouard, un invité au souper
- Stéphane Crête : Jean, directeur de l'hôpital (voix hors champ)
- Benoît Gouin : Me Morin, avocat (voix hors champ)
- Robert Morin : voisin (voix hors champ)

## Récompense et nominations

### Récompense
- 20e gala Québec Cinéma : Prix Iris de la Meilleure interprétation dans un premier rôle masculin pour Christian Bégin

### Nominations
- 20e gala Québec Cinéma : 
  - Prix Iris du Meilleur film pour le producteur Luc Vandal
  - Prix Iris de la Meilleure réalisation pour Robert Morin
  - Prix Iris du Meilleur scénario pour Robert Morin
  - Prix Iris de la Meilleure interprétation dans un second rôle féminin pour Sandra Dumaresq
  - Prix Iris de la Meilleure interprétation dans un second rôle masculin pour Guy Thauvette
  - Prix Iris de la Meilleure direction artistique pour André-Line Beauparlant
  - Prix Iris de la Meilleure musique originale pour Bertrand Chénier
  - Prix Iris des Meilleurs effets visuels pour Alchimie 24 - Jean-François Ferland, Olivier Péloquin et Simon Harrisson
  - Prix Iris du Meilleur maquillage pour Kathryn Casault et Stéphane Tessier